# کریسمس در هند
کریسمس در هند (ایتالیایی: Natale in India) یک فیلم کمدی به کارگردانی نری پارنتی است که در سال ۲۰۰۳ منتشر شد.

## بازیگران
- کریستین دسیکا
- داویده پرینو
- مویرا اورفی
- کارلو وانتسینا
- پی‌یر فرانچسکو پینجیتوره
- انتسو سالوی
- ماسیمو بولدی